# 葉 (姓)
葉（よう、しょう）は、漢姓の一つ。

## 中国
2020年の中華人民共和国の第7回全国人口調査（国勢調査）に基づく姓氏統計によると中国で41番目に多い姓であり、665.43万人がいる。一方、台湾の2018年の統計では第22位で、278,167人がいる。
『通志』氏族略は春秋時代に楚の沈諸梁が葉県に封ぜられたという『風俗通義』の記事を引き、地名から発生した氏であるとする。「葉」の字は県名の場合には「しょう」と読み、『通志』氏族略でも「旧音摂」としているため、日本では姓の場合も「しょう（歴史的仮名遣いではセフ）」と読まれることがあるが、中国では昔も今も木の葉の「葉」の字と同じ読み（北京語：イエ、広東語：イプ、台湾語：ヤプ）である。
簡体字では「叶」と書くが、日本の苗字の「叶（かのう）」とは関係がない。

### 著名な人物
- 葉名琛 - 清の政治家。
- 葉紹鈞 - 作家、ジャーナリスト、教育者。
- 葉挺 - 中国人民解放軍の創始者。
- 葉剣英 - 中国共産党の革命家、政治家、軍事家、中国人民解放軍創建者の一人。
- 葉選平 - 中国人民政治協商会議全国委員会副主席。葉剣英の子。
- 葉漢（イップ・ホン） - 港澳地区の企業家。賭博業の大立者。
- 葉問（イップ・マン） - 香港の武術家。
- 葉詠詩 - 中華人民共和国の指揮者。
- ウィルソン・イップ（葉偉信） - 香港の映画監督。
- エイミー・イップ（葉子楣） - 香港の女優。
- グロリア・イップ（葉蘊儀） - 香港の女優。
- サリー・イップ（葉蒨文） - 台湾出身の香港の歌手、女優。
- セシリア・イップ（葉童） - 香港の女優。
- テディ・イップ（葉徳利） - インドネシア出身の実業家。
- バリー・イップ（葉文輝） - 香港のラジオパーソナリティー、歌手、新城電台（中国語版）DJ。
- フランソワーズ・イップ（葉芳華） - カナダの女優。
- ミシェル・イェ（葉璇） - 香港の女優。

## 朝鮮
葉（ヨプ、ソプ、朝鮮語: 엽、섭）は、朝鮮人の姓の一つである。

### 氏族
史上最初の葉氏は1012年宋から高麗に帰化した葉居腆であり、その後文宗の代に葉盛が宋から高麗に帰化して承旨となった。現存する葉氏はこれらの後裔だと思われる。
朝鮮成宗の代文科に合格して成均館典籍となった葉千枝がある。
| 氏族（本貫） | 始祖   | 人数（2015年） | 備考     |
| ------------ | ------ | -------------- | -------- |
| 慶州葉氏     | 葉公済 | 71             | 경주섭씨 |
| 慶州葉氏     | 葉公済 | 483            | 경주엽씨 |
| 潭陽葉氏     |        | 26             |          |
| 晋州葉氏     |        | 8              |          |
| 忠州葉氏     |        | 39             |          |

### 人口と割合
| 年度   | 人口                                         | 世帯数 | 順位         | 割合 |
| ------ | -------------------------------------------- | ------ | ------------ | ---- |
| 1960年 | 326人                                        |        | 258姓162位   |      |
| 1985年 |                                              |        | 274姓中174位 |      |
| 2000年 | 450人                                        |        |              |      |
| 2015年 | 646人（うち「ヨプ」は571人、「ソプ」は75人） |        |              |      |